# Äußerer Graben
Äußerer Graben (oberfränkisch: Oisa Grohm bzw. Aisere Grohm) ist ein Gemeindeteil der Gemeinde Mistelgau im Landkreis Bayreuth (Oberfranken, Bayern). Äußerer Graben liegt in der Gemarkung Wohnsgehaig.

## Geografie
Die Einöde liegt am Fuße der Neubürg (586 m ü. NHN, 0,7 km südöstlich). Im Nordwesten reicht ein Ausläufer eines tief eingeschnittenen Grabens dorthin, dessen Quellbach ausgetrocknet ist. Eine Gemeindeverbindungsstraße führt an Außerleithen vorbei nach Mengersdorf (1,8 km nordwestlich) bzw. nach Wohnsgehaig (0,3 km südlich).

## Geschichte
Im Jahre 1799 wurde eine Wiese „im äußern Graben“ erwähnt, 1801 in einem Adressbuch erstmals eine Einöde namens „Auesserer Graben.“ Wenn der Flurname erst in dieser Zeit aufkam, entspricht dieser der heutigen Bedeutung. Er würde demnach auf ein Gebiet in Grenzlage verweisen. Tatsächlich verlief dort damals die Gemarkungsgrenze zwischen Mengersdorf und Wohnsgehaig. Sollte der Flurname älter sein, so käme auch eine Ableitung von īsen (mhd. für Eisen) in Betracht. Dann würde der Flurname auf einen Ort verweisen, an dem Eisenerz gegraben wurde.
Von 1801 bis 1810 unterstand der Ort dem Justiz- und Kammeramt Bayreuth. Mit dem Ersten Gemeindeedikt (frühes 19. Jahrhundert) wurde Äußerer Graben der Ruralgemeinde Wohnsgehaig zugewiesen. Am 1. Juli 1972 wurde diese im Zuge der Gebietsreform in Bayern in die Gemeinde Mistelgau eingegliedert.

## Einwohnerentwicklung
| Jahr        | 001826 | 001861 | 001871 | 001885 | 001900 | 001925 | 001950 | 001961 | 001970 | 001987 |
| Einwohner   | 5      | 13     | 15     | 12     | 14     | 8      | 3      | 8      | 7      | 7      |
| Wohngebäude |        |        |        | 2      | 2      | 2      | 1      | 2      |        | 2      |
| Quelle      | [ 9 ]  | [ 10 ] | [ 11 ] | [ 12 ] | [ 13 ] | [ 14 ] | [ 15 ] | [ 16 ] | [ 17 ] | [ 1 ]  |

## Religion
Die Protestanten sind nach St. Otto (Mengersdorf) gepfarrt, die Katholiken nach St. Martin (Nankendorf).